# 1000-km-Rennen von Spa-Francorchamps 2011

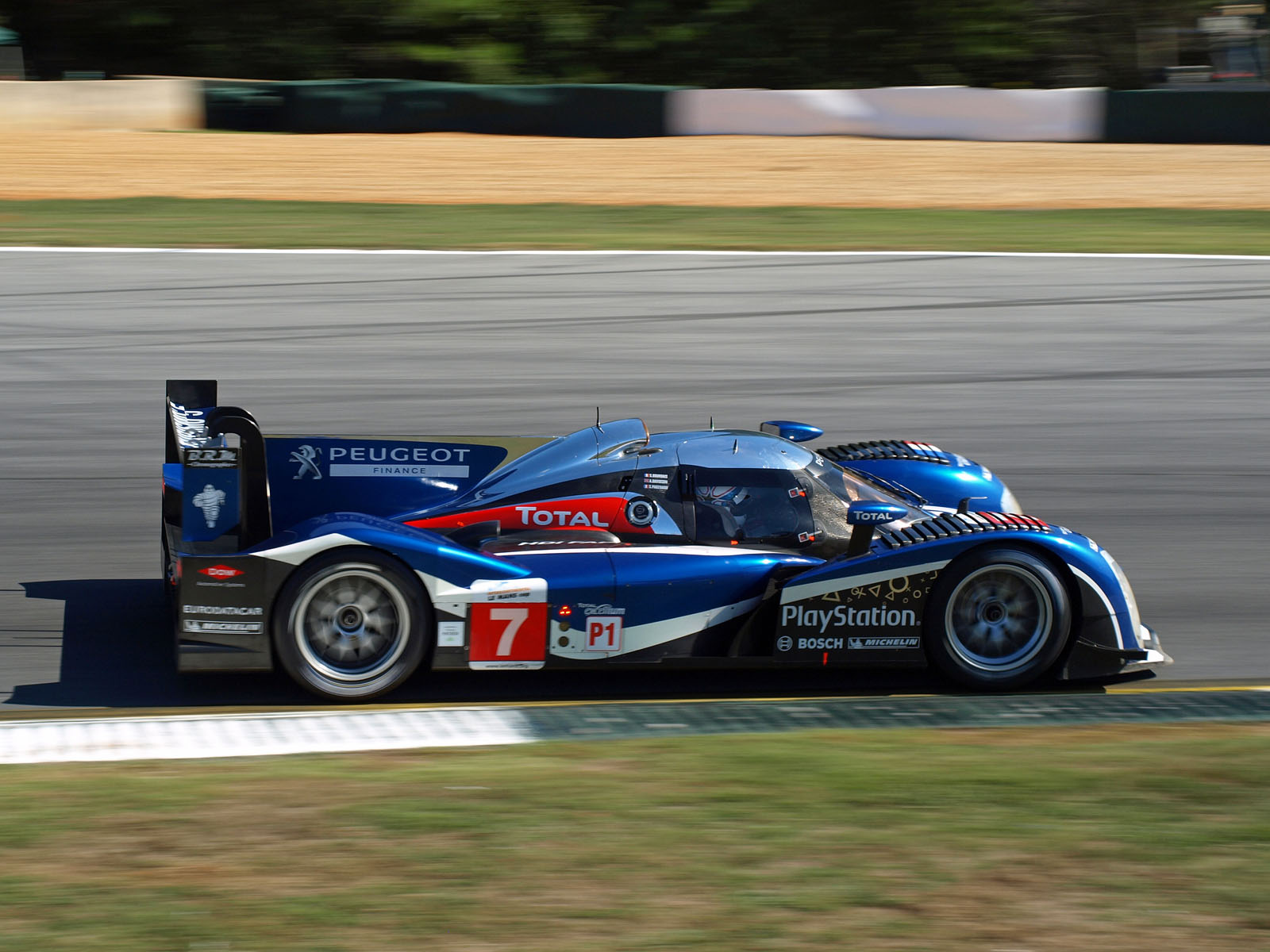
Peugeot 908 mit der Startnummer 7; Siegerwagen mit Anthony Davidson am Steuer, hier beim Petit Le Mans 2011

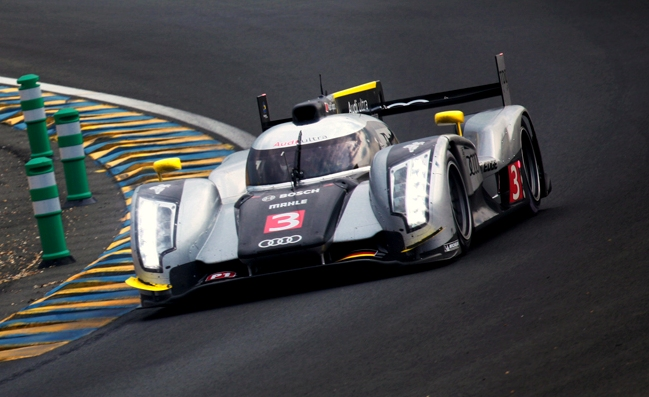
Audi R18 TDI

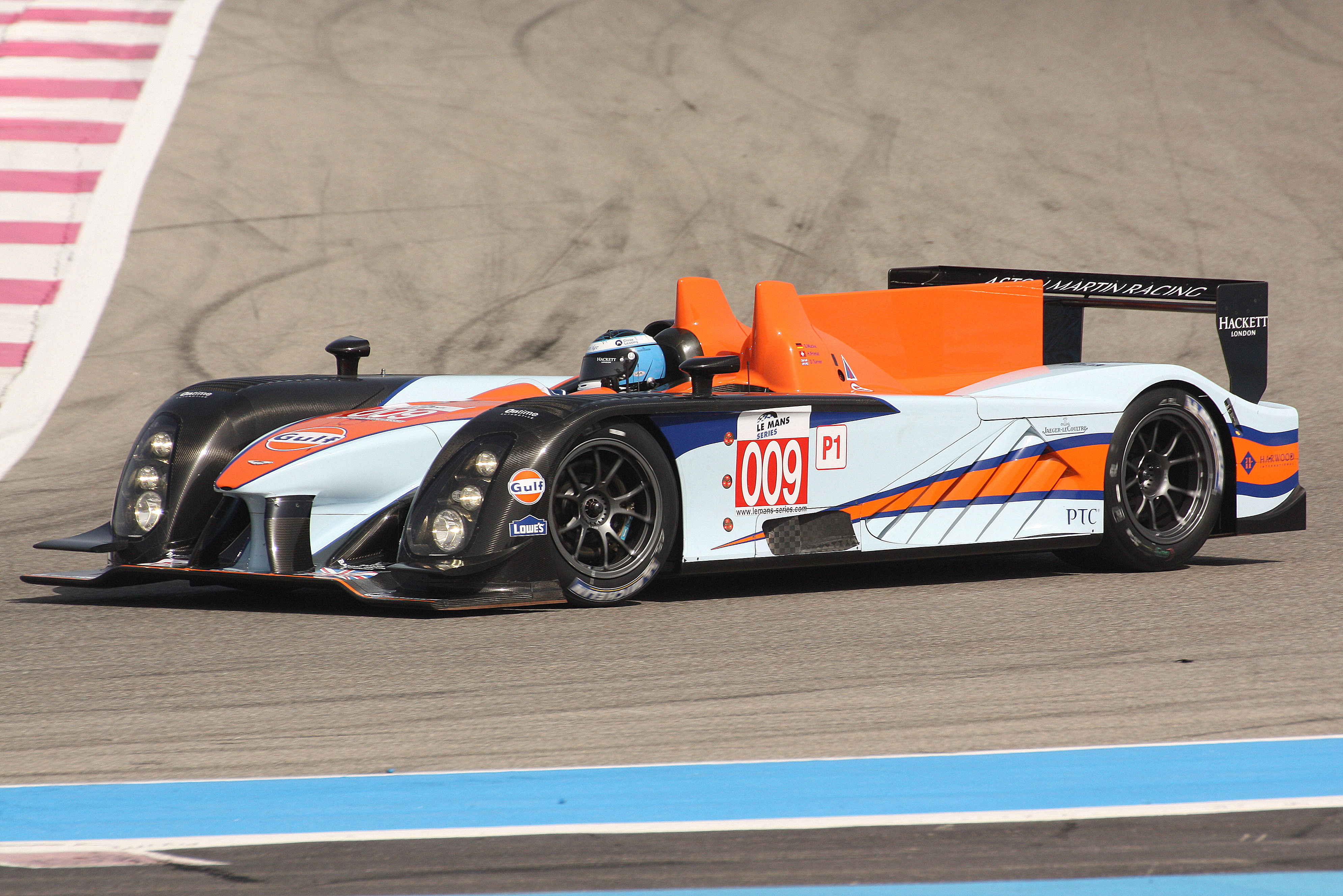
Nicht rennfertig war der neue Aston-Martin AMR-One

Das 28. 1000-km-Rennen von Spa-Francorchamps, auch 1000 KM of Spa-Francorchamps, Circuit Spa-Francorchamps, fand am 7. Mai 2011 in Spa-Francorchamps statt und war der zweite Wertungslauf der Le Mans Series dieses Jahres.

## Das Rennen
Wie in den Jahren davor war das 1000-km-Rennen von Spa-Francorchamps für die Werksteams von Peugeot und Audi das Vorbereitungsrennen auf das 24-Stunden-Rennen von Le Mans. Beide Rennabteilungen hatten für die Sportwagensaison neue Prototypen gebaut. Der Peugeot 908 hatte aufgrund der Reglementänderungen einen kleineren Dieselmotor als das Vorgängermodell 908 HDi FAP. Der V8-Motor mit 3,7 Liter Hubraum leistete 405 kW (550 PS). Über der Motorabdeckung wurde eine Finne hinzugefügt, die einen Überschlag des Fahrzeuges bei einem Unfall verhindern sollte. Zudem wurde nun an der Vorderachse dieselbe Reifengröße wie an der Hinterachse verwendet. Der Audi R18 TDI, der ebenfalls einen Dieselmotor hatte, war der erste Audi-Prototyp mit Dach seit dem 1999 eingesetzten Audi R8C.
Sowohl Peugeot als auch Audi setzten je drei Werkswagen ein. Dazu kam bei Peugeot ein von Oreca gemeldeter 908 HDi FAP. Für Peugeot gingen Alexander Wurz, Marc Gené, Anthony Davidson, Franck Montagny, Stéphane Sarrazin, Nicolas Minassian, Sébastien Bourdais, Simon Pagenaud und Pedro Lamy an den Start. Den Oreca-Peugeot steuerten Nicolas Lapierre, Loïc Duval und Olivier Panis. Die Audi-Fahrertrios waren Rinaldo Capello/Tom Kristensen/Allan McNish, Timo Bernhard/Romain Dumas/Mike Rockenfeller und Marcel Fässler/André Lotterer/Benoît Tréluyer.
Der schwere Unfall von Matthieu Lahaye überschattete das Qualifikationstraining. Der Franzose verunglückte im Pescarolo 01 in der Eau Rouge und wurde für eine Nacht zur Beobachtung in ein Krankenhaus gebracht, hatte aber keine Verletzungen erlitten. Die Reparatur der Barrieren verursachte eine lange Unterbrechung, die die Werks-Peugeot in Schwierigkeiten brachte. Im Unterschied zu den Audis, die ihre schnellsten Runden zu Beginn des Trainings fuhren, hatte Peugeot abgewartet. Als nach der Unterbrechung leichter Regen einsetzte, blieben den 908 nur die Startplätze 13., 18, und 48.
Das Rennen begann mit einiger Unruhe. In der ersten Runde kamen Allan McNish und Timo Bernhard in den Audis mit den Nummern 3 und 1 am Ende der Kemmel-Geraden von der Bahn ab und mussten über die Wiese auf die Strecke zurückfinden. Nach einer Stunde hatte Alexander Wurz von 13. Startplatz kommend die Führung übernommen. Im Renntempo waren die drei Werks-Peugeot weit schneller als die Audi. Zur Halbzeit lagen alle drei Peugeot in Führung, wobei Montagny, Sarrazin und Minassian im Wagen mit der Nummer 8 vom 48. Startplatz nach vorne fuhren. Die Audi litten auch an technischen Problemen, die zu ungeplanten Boxenstopps führten. Der an der zweiten Stelle fahrende Peugeot mit der Nummer 9 hatte im letzten Rennviertel einen Aufhängungsschaden. Simon Pagenaud gelang es, das Fahrzeug in langsamer Fahrt zurück an die Boxen zu fahren. Der Schaden konnte repariert werden, das Team fiel aber an den achten Gesamtrang zurück. Dennoch gab es einen Doppelsieg für Peugeot. Die Nummer 7 gewann vor der Nummer 8.

## Ergebnisse

### Schlussklassement
| 1               | LMP1    | 7  | Peugeot Sport Total      | Alexander Wurz Marc Gené Anthony Davidson                    | Peugeot 908               | 161 |
| 2               | LMP1    | 8  | Team Peugeot Total       | Franck Montagny Stéphane Sarrazin Nicolas Minassian          | Peugeot 908               | 161 |
| 3               | LMP1    | 3  | Audi Sport North America | Allan McNish Rinaldo Capello Tom Kristensen                  | Audi R18 TDI              | 160 |
| 4               | LMP1    | 1  | Audi Sport Team Joest    | Timo Bernhard Romain Dumas Mike Rockenfeller                 | Audi R18 TDI              | 159 |
| 5               | LMP1    | 2  | Audi Sport Team Joest    | Marcel Fässler André Lotterer Benoît Tréluyer                | Audi R18 TDI              | 158 |
| 6               | LMP1    | 16 | Pescarolo Team           | Emmanuel Collard Christophe Tinseau Julien Jousse            | Pescarolo 01              | 156 |
| 7               | LMP1    | 12 | Rebellion Racing         | Nicolas Prost Neel Jani                                      | Lola B10/60               | 156 |
| 8               | LMP1    | 9  | Peugeot Sport Total      | Sébastien Bourdais Simon Pagenaud Pedro Lamy                 | Peugeot 908               | 155 |
| 9               | LMP1    | 13 | Rebellion Racing         | Andrea Belicchi Jean-Christophe Boullion                     | Lola B10/60               | 155 |
| 10              | LMP1    | 10 | Team Oreca Matmut        | Nicolas Lapierre Loïc Duval Olivier Panis                    | Peugeot 908 HDi FAP       | 152 |
| 11              | LMP2    | 46 | TDS Racing               | Mathias Beche Pierre Thiriet Jody Firth                      | Oreca 03                  | 150 |
| 12              | LMP2    | 45 | Boutsen Energy Racing    | Dominik Kraihamer Nicolas De Crem                            | Oreca 03                  | 150 |
| 13              | LMP2    | 42 | Strakka Racing           | Nick Leventis Danny Watts Jonny Kane                         | HPD ARX-01d               | 150 |
| 14              | LMP2    | 43 | RLR Msport               | Barry Gates Rob Garofall Simon Phillips                      | MG Lola EX265             | 147 |
| 15              | LMP2    | 26 | Signatech Nissan         | Franck Mailleux Lucas Ordoñez Soheil Ayari                   | Oreca 03                  | 146 |
| 16              | GTE Pro | 51 | AF Corse                 | Giancarlo Fisichella Gianmaria Bruni                         | Ferrari 458 Italia        | 144 |
| 17              | GTE Pro | 89 | Hankook Team Farnbacher  | Dominik Farnbacher Allan Simonsen                            | Ferrari 458 Italia        | 144 |
| 18              | GTE Pro | 56 | BMW Motorsport           | Andy Priaulx Uwe Alzen                                       | BMW M3                    | 144 |
| 19              | FLM     | 95 | Pegasus Racing           | Mirco Schultis Patrick Simon Julien Schell                   | Oreca FLM09               | 144 |
| 20              | GTE Pro | 55 | BMW Motorsport           | Augusto Farfus Jörg Müller                                   | BMW M3                    | 143 |
| 21              | GTE Pro | 79 | Jota                     | Sam Hancock Simon Dolan                                      | Aston Martin V8 Vantage   | 141 |
| 22              | GTE Pro | 75 | Prospeed Competition     | Marc Goossens Marco Holzer                                   | Porsche 997 GT3 RSR       | 141 |
| 23              | FLM     | 93 | Genoa Racing             | Jens Petersen Elton Julian Christian Zugel                   | Oreca FLM09               | 141 |
| 24              | GTE Am  | 67 | IMSA Performance Matmut  | Raymond Narac Nicolas Armindo                                | Porsche 997 GT3 RSR       | 140 |
| 25              | GTE Am  | 61 | AF Corse                 | Piergiuseppe Perazzini Marco Cioci Stéphane Lémeret          | Ferrari F430 GTC          | 140 |
| 26              | GTE Am  | 50 | Larbre Compétition       | Patrick Bornhauser Julien Canal Gabriele Gardel              | Chevrolet Corvette C6-ZR1 | 139 |
| 27              | GTE Am  | 63 | Proton Competition       | Christian Ried Niek Hommerson                                | Porsche 997 GT3 RSR       | 139 |
| 28              | GTE Am  | 88 | Team Felbermayr Proton   | Horst Felbermayr senior Horst Felbermayr junior Bryce Miller | Porsche 997 GT3 RSR       | 137 |
| 29              | GTE Am  | 62 | CRS Racing               | Pierre Ehret Roger Wills Shaun Lynn                          | Ferrari F430 GTC          | 137 |
| 30              | GTE Am  | 70 | Kessel Racing            | Michal Broniszewski Philipp Peter                            | Ferrari F430 GTC          | 135 |
| 31              | GTE Am  | 57 | Krohn Racing             | Tracy Krohn Niclas Jönsson                                   | Ferrari F430 GTC          | 134 |
| 32              | LMP2    | 35 | OAK Racing               | Frédéric Da Rocha Patrice Lafargue Andrea Barlesi            | OAK Pescarolo 01          | 134 |
| 33              | GTE Pro | 66 | JMW Motorsport           | Rob Bell James Walker                                        | Ferrari 458 Italia        | 132 |
| 34              | LMP2    | 40 | Race Performance         | Michel Frey Ralph Meichtry Marc Rostan                       | Oreca 03                  | 132 |
| 35              | GTE Pro | 77 | Team Felbermayr Proton   | Marc Lieb Richard Lietz                                      | Porsche 997 GT3 RSR       | 129 |
| 36              | FLM     | 92 | Neil Garner Motorsport   | John Hartshorne Stephen Keating Phil Keen                    | Oreca FLM09               | 125 |
| 37              | LMP2    | 41 | Greaves Motorsport       | Karim Ojjeh Gary Chalandon Tom Kimber-Smith                  | Zytek Z11SN               | 123 |
| 38              | LMP2    | 44 | Extreme Limite AM Paris  | Fabien Rosier Jean-Pierre Luco Maurice Basso                 | Norma M200P               | 122 |
| 39              | LMP1    | 23 | MIK Corse                | Máximo Cortés Ferdinando Geri Giacomo Piccini                | Zytek 09 Hybrid           | 120 |
| 40              | GTE Pro | 64 | Lotus Jetalliance        | Oskar Slingerland Martin Rich                                | Lotus Evora               | 119 |
| 41              | FLM     | 99 | JMB Racing               | Manuel Rodrigues Jean-Marc Menahem Olivier Lombard           | Oreca FLM09               | 119 |
| Nicht klassiert |         |    |                          |                                                              |                           |     |
| 42              | GTE Am  | 66 | Gulf AMR Middle East     | Roald Goethe Mike Wainwright Fabien Giroix                   | Aston Martin V8 Vantage   | 108 |
| Disqualifiziert |         |    |                          |                                                              |                           |     |
| 43              | FLM     | 91 | Hope Racing              | Luca Moro Shan Qi Zhang Nicolas Marroc                       | Oreca FLM09               | 144 |
| Ausgefallen     |         |    |                          |                                                              |                           |     |
| 44              | GTE Pro | 71 | AF Corse                 | Jaime Melo Toni Vilander                                     | Ferrari 458 Italia        | 137 |
| 45              | GTE Am  | 82 | CRS Racing               | Klaas Hummel Adam Christodoulou                              | Ferrari F430 GTC          | 137 |
| 46              | LMP1    | 20 | Quifel - ASM Team        | Miguel Amaral Olivier Pla                                    | Zytek 09SC                | 106 |
| 47              | GTE Am  | 72 | AF Corse                 | Robert Kauffman Rui Águas                                    | Ferrari F430 GTC          | 105 |
| 48              | GTE Pro | 59 | Luxury Racing            | Stéphane Ortelli Frédéric Makowiecki                         | Ferrari 458 Italia        | 64  |
| 49              | LMP2    | 39 | Pecom Racing             | Luís Pérez Companc Matías Russo Pierre Kaffer                | Lola B11/80               | 60  |
| 50              | LMP2    | 33 | Level 5 Motorsports      | Scott Tucker Christophe Bouchut João Barbosa                 | Lola B11/80               | 59  |
| 51              | GTE Pro | 65 | Lotus Jetalliance        | Jonathan Hirschi James Rossiter Johnny Mowlem                | Lotus Evora               | 21  |
| 52              | GTE Pro | 76 | IMSA Performance Matmut  | Patrick Pilet Wolf Henzler                                   | Porsche 997 GT3 RSR       | 16  |
| 53              | GTE Pro | 58 | Luxury Racing            | François Jakubowski Anthony Beltoise Jean-Denis Delétraz     | Ferrari 458 Italia        | 4   |
| Nicht gestartet |         |    |                          |                                                              |                           |     |
| 54              | LMP1    | 15 | OAK Racing               | Matthieu Lahaye Guillaume Moreau Pierre Ragues               | OAK Pescarolo 01          | 1   |
| 55              | LMP2    | 36 | RML                      | Mike Newton Thomas Erdos Ben Collins                         | HPD ARX-01d               | 2   |

1 Unfall im Training
2 Unfall im Training

### Nur in der Meldeliste
Hier finden sich Teams, Fahrer und Fahrzeuge, die ursprünglich für das Rennen gemeldet waren, aber aus den unterschiedlichsten Gründen daran nicht teilnahmen.
| Pos. | Klasse | Nr. | Team                | Fahrer                                                         | Chassis              |
| ---- | ------ | --- | ------------------- | -------------------------------------------------------------- | -------------------- |
| 56   | LMP1   | 007 | Aston Martin Racing | Stefan Mücke Darren Turner Christian Klien                     | Aston Martin AMR-One |
| 57   | LMP1   | 009 | Aston Martin Racing | Andrew Meyrick Harold Primat Adrián Fernández                  | Aston Martin AMR-One |
| 58   | LMP1   | 5   | Hope Racing         | Steve Zacchia Nicolas Marroc                                   | Oreca 01             |
| 59   | LMP1   | 18  | Guess Racing Europ  | Wolfgang Kaufmann Thor-Christian Ebbesvik Philippe Haezebrouck | Lola B09/80          |
| 60   | LMP1   | 24  | OAK Racing          | Jacques Nicolet Richard Hein                                   | OAK Pescarolo 01     |

### Klassensieger
| Klasse  | Fahrer               | Fahrer          | Fahrer           | Fahrzeug            | Platzierung im Gesamtklassement |
| ------- | -------------------- | --------------- | ---------------- | ------------------- | ------------------------------- |
| LMP1    | Alexander Wurz       | Marc Gené       | Anthony Davidson | Peugeot 908         | Gesamtsieg                      |
| LMP2    | Mathias Beche        | Pierre Thiriet  | Jody Firth       | Oreca 03            | Rang 11                         |
| FLM     | Mirco Schultis       | Patrick Simon   | Julien Schell    | Oreca FLM09         | Rang 19                         |
| GTE Pro | Giancarlo Fisichella | Gianmaria Bruni |                  | Ferrari 458 Italia  | Rang 16                         |
| GTE Am  | Raymond Narac        | Nicolas Armindo |                  | Porsche 997 GT3 RSR | Rang 24                         |

### Renndaten
- Gemeldet: 60
- Gestartet: 53
- Gewertet: 41
- Rennklassen: 5
- Zuschauer: 34600
- Wetter am Renntag: sonnig und warm
- Streckenlänge: 7,004 km
- Fahrzeit des Siegerteams: 6:02:03,799 Stunden
- Gesamtrunden des Siegerteams: 161
- Gesamtdistanz des Siegerteams: 1126,644 km
- Siegerschnitt: unbekannt
- Pole Position: Timo Bernhard – Audi R18 TDI (#1) – 2:01,502 = 207,500 km/h
- Schnellste Rennrunde: Pedro Lamy – Peugeot 908 (#9) – 2:03,600 = 203,800 km/h
- Rennserie: 2. Lauf der Le Mans Series 2011
- Rennserie: 2. Lauf zum Intercontinental Le Mans Cup 2011